# هايلي هيرنانديز
هايلي روزان هيرنانديز (ولدت في 23 مارس 2003) هي لاعبة غطس أمريكية. تأهلت إلى دورة الألعاب الأولمبية الصيفية 2020 في طوكيو، شاركت في حدث منصة قفز 3 أمتار للسيدات، واحتلت المركز التاسعة في الترتيب النهائي بعيدا زميلتها الغطاسة الأمريكية كريستا بالمر.

## نشأتها
تخرجت هيرنانديز من مدرسة ساوثليك كارول الثانوية في عام 2021، ثم ارتادت جامعة تكساس، حيث تتخصص في علوم التمارين الرياضية.